# 梁春越
梁春越（1965年7月26日—），前美國陸軍少將。他是第一位出生於越南的晉陞爲將軍的美國軍官。最後職務爲美國駐日陸軍和美國陸軍第一軍前方司令部的指揮官。在這之前，他曾擔任第八軍團作戰副指揮。

## 早年經歷
梁春越的父親梁春當是越南共和國海軍陸戰師的一名少校。1975年4月29日，在常風行動中，他和他的家人從新山一國際機場撤離，降落在了漢考克號航空母艦上。

## 軍事生涯
2021年6月25日，他將美國駐日陸軍司令職位移交給喬爾·沃威爾准將，在服役34年後退休。